# 金山駅 (鹿児島県)
金山駅（きんざんえき）は、かつて鹿児島県枕崎市にあった鹿児島交通枕崎線（南薩鉄道）の駅（廃駅）である。

## 歴史

### 年表
- 1931年（昭和6年）3月10日：枕崎線の枕崎延伸と同時に開業。
- 1984年（昭和59年）3月17日：同線廃線と共に廃止。

### 駅名の由来
かつて薩摩藩の三金山と言われた鹿篭金山が由来となった。同金山は天和年間（1681年 - 1684年）に有川夢宅によって発見され、県下有数の採掘量を誇ったが、昭和時代に閉山している。

## 駅構造
地上駅であった。

## 廃止後の現状
2009年（平成21年）5月現在、駅跡地はほとんど草藪に覆われている。

## 駅周辺
ここでは跡地にある施設などを紹介する。なお、近隣には枕崎市立金山小学校もあったが、学校の統廃合により2014年3月に閉校した。
- 大山祇神社[2]
- 田布川の田の神
- 枕崎金山郵便局
- 金山浄水場

## 隣の駅
鹿児島交通（南薩鉄道）
枕崎線
薩摩久木野駅 - 金山駅 - 鹿篭駅